# ちきちきこうじぃこうなぁず Vol.3 19991218 ライブ版
『ちきちきこうじぃこうなぁず Vol.3 19991218 ライブ版』は、笠浩二が2000年にリリースした1枚目のライブ・アルバムのタイトルである。

## 解説
- 笠浩二がリリースしたライブ・アルバム
- 全曲、笠浩二が在籍していた『C-C-B』の楽曲

## 収録曲
| #  | タイトル                             | 作詞     | 作曲     |
| -- | ------------------------------------ | -------- | -------- |
| 1. | 「愛のカコブ」                       | 関口誠人 | 田口智治 |
| 2. | 「原色したいね」                     | 松本隆   | 渡辺英樹 |
| 3. | 「ないものねだりのI Want You」       | 松本隆   | 筒美京平 |
| 4. | 「不自然な君が好き」(メドレー)       | 松本隆   | 筒美京平 |
| 5. | 「Lucky Chanceをもう一度」(メドレー) | 松本隆   | 関口誠人 |
| 6. | 「Romanticが止まらない」             | 松本隆   | 筒美京平 |

## 楽曲解説
1. 愛の力コブ
  - アルバム『愛の力コブ』収録
2. 原色したいね
  - シングル『原色したいね』収録
3. ないものねだりのI Want You
  - シングル『ないものねだりのI Want You』
4. 不自然な君が好き
  - シングル『不自然な君が好き』収録
5. Lucky Chanceをもう一度
  - シングル『Lucky Chanceをもう一度』収録
6. Romanticが止まらない
  - シングル『Romanticが止まらない』収録